# Oscar De Cock
Oscar De Cock  (1881 – ?) va ser un remer belga que va competir cavall del segle xix i el segle xx.
El 1900 va prendre part en els Jocs Olímpics de París, on guanyà una medalla de plata en la prova de vuit amb timoner com a membre de l'equip Royal Club Nautique de Gand.